# Kreuzigungsfenster (Boistrudan)

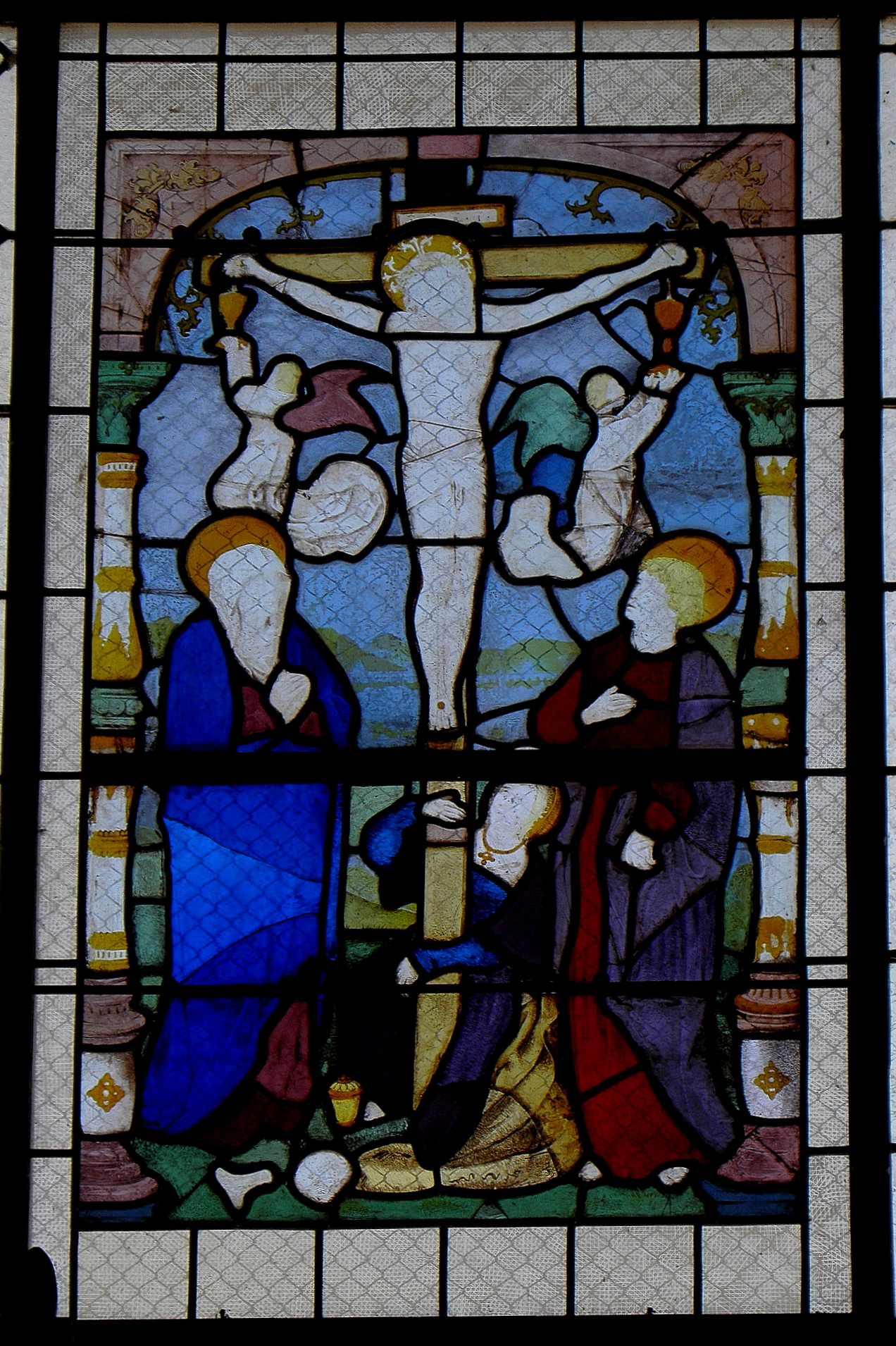
Kreuzigungsfenster in Boistrudan

Das Kreuzigungsfenster in der katholischen Kirche St-Jacques-le-Majeur in Boistrudan, einer französischen Gemeinde im Département Ille-et-Vilaine in der Region Bretagne, wurde um 1520 geschaffen. Das Bleiglasfenster wurde 1975 als Monument historique in die Liste der geschützten Objekte (Base Palissy) in Frankreich aufgenommen.
Die Scheibe Nr. 3 im südlichen Querhaus, die 2,80 Meter hoch und 1,50 Meter breit ist, stammt aus einer unbekannten Werkstatt. In der Mitte ist die Kreuzigung Jesu dargestellt, links vom Kreuz steht Maria und rechts der Apostel Johannes. Maria Magdalena umklammert kniend mit beiden Armen das Kreuz. Ihr Gefäß mit Salböl steht am Boden vor Maria. 
Unter dem Querbalken des Kreuzes fangen zwei Engel mit Kelchen das Blut Jesu auf.